# Бектімір
Бектімір (узб. Bektemir, Бектемир) — міське селище в Узбекистані, у Кітабському районі Кашкадар'їнської області.
Статус міського селища з 2009 року.